# カバルド人
カバルド人（カバルドじん、ロシア語: Кабардинцы, 英語: Kabardians, Kabardinians）は、12の主要なチェルケス氏族のひとつ。緑地に金のチェルケス旗（現:アディゲ共和国の国旗）にある12の星が主要氏族を表しており、その星の一つがカバルド人である。彼らは独特なアディゲ語方言の一種であるカバルド語を話す。歴史的にカバルド人は、北コーカサス地方のカバルディア (Kabardia) という地域に住んでいた。現代のカバルド人は、主にロシア連邦の連邦構成主体であるカバルダ・バルカル共和国に住んでいる。
ソビエト連邦の行政区画がチェルケス人を4民族に分断してしまったが、カバルダ・バルカル共和国のカバルド人、アディゲ共和国のアディゲ人、カラチャイ・チェルケス共和国のチェルケス人、クラスノダール地方のシャプスグ人は、全て本質的に同じ民族のアディゲ人である。さらに、チェルケス人は主にカバルド人とベスレネイ人である。

## 人口
カバルド人は一般に世界で最も人数の多いチェルケス人（アディゲ人）であり、ロシア、トルコ、エジプト、ほか幾つかの国や地域で最も大きなチェルケス人コミュニティを形成している。2002年時点で、ロシアのカバルダ・バルカル共和国内にいるカバルド人は約52万人に上り、ロシアのカラチャイ・チェルケス共和国では約5万人がいた。100万人以上が住むトルコでは、カイセリ県のウズニヤイラ高原とその周辺（中央トルコ）に彼らが集中しており、バルケスィル県、デュズジェ県、エスキシェヒル県、チョルム県、サムスン県、トカット県にカバルド人の村がある。ヨルダンにもかなりの数のカバルド人が住んでいて、米国にもコミュニティがある。ただし、イスラエルとヨルダンではシャプスグ人とアブザク人がそれぞれ最も多い。

## 宗教
歴史的にカバルド人が実践している宗教は、土着信仰のハブゼ、キリスト教、イスラム教などである。19世紀初頭までに大部分のカバルド人がイスラム教に改宗した。現在でも伝統的なハブゼ信仰の人達が若干いるが、大部分のカバルド人はイスラム教スンニ派のハナフィー学派である。
またカバルド人はヨーロッパで最も古いキリスト教コミュニティの1つを構成しており、彼らは2世紀後半から3世紀初頭に改宗したとされる。ローマカトリック教会のカバルド人も若干いる（恐らく13世紀に正教会から改宗したと伝えられる家系の子孫）。北オセチア=アラニア共和国のモズドクスキー地区に住むカバルド人は正教会のキリスト教徒である。スタヴロポリ地方のクルスキー地区近郊の南部に住むカバルド人の一部も正教会のキリスト教徒である。 

## 著名人
- アレクセイ・チェルカスキー - エリザヴェータ (ロシア皇帝)治世のロシア帝国の外相
- アレクサンドル・ベコビッチ=チェルカスキー - カバルディアの君主
- アスランベク・フシュトフ - 2008年北京オリンピックのレスリング競技金メダリストで、カバルダ・バルカル共和国の国会議員
- ビダール・カドゥン  - オスマン帝国のアブデュルハミト2世の妻（側妃）[注釈 1]の1人
- ドアムナ・エカテリーナ・セルチェザ - ヴァシーレ・ルプの妻としてのモルダビア公国の正妃
- イナル大王 - カバルディアの君主
- イヴァン・B・チェルカスキー - ミハイル・ロマノフのいとこ[14]
- レイラ・アゴンドコフ - 国家功労勲章とレジオンドヌール勲章（コマンドゥール）を授与された、フランスの高級服飾ブランドシャネルのモデル[15][16][17][18][19]
- リュドミラ・チェリーナ - フランスのバレエダンサーで女優[20]
- マヒデヴラン - オスマン帝国のスレイマン1世の正妃
- マリア・テムリュコヴナ - イヴァン4世の妻としてのロシア・ツァーリ国の皇妃
- ルスダン (チェルケス人) - ヴァフタング6世の妻としてのカルトリ王国（現:ジョージア）の王妃
- セルベチェーザ・カドゥン - オスマン帝国のアブデュルメジト1世最初の妻（側妃）[注釈 1]
- テムユク - カバルディアの君主
- ウラジミール・チェルカスキー - モスクワ市長(1868-1870)
- ユーリ・テミルカーノフ - 1988年からサンクトペテルブルク・フィルハーモニー交響楽団の音楽監督兼首席指揮者